# Mariä Geburt (Frauenvils)

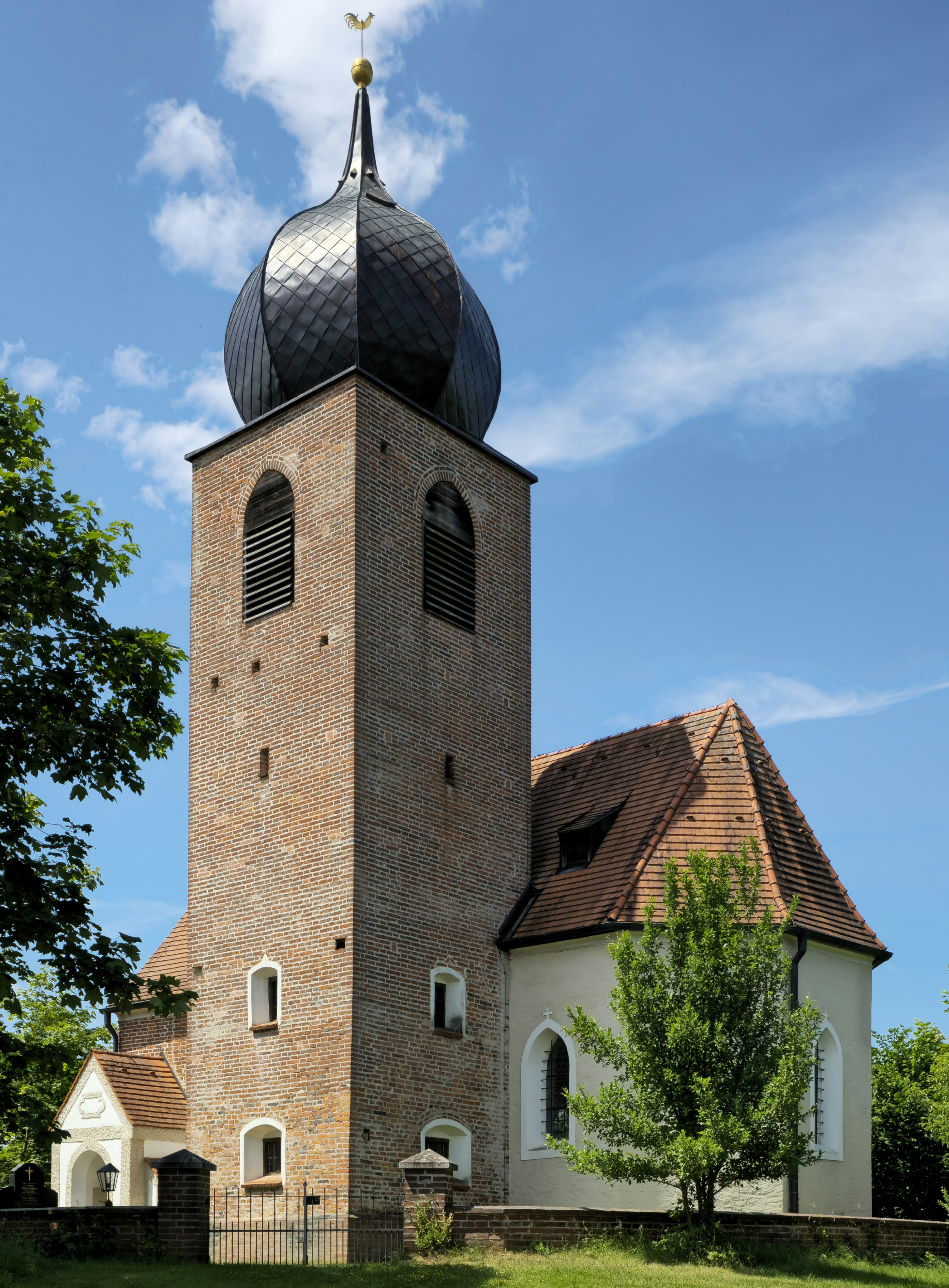
Mariä Geburt in Frauenvils

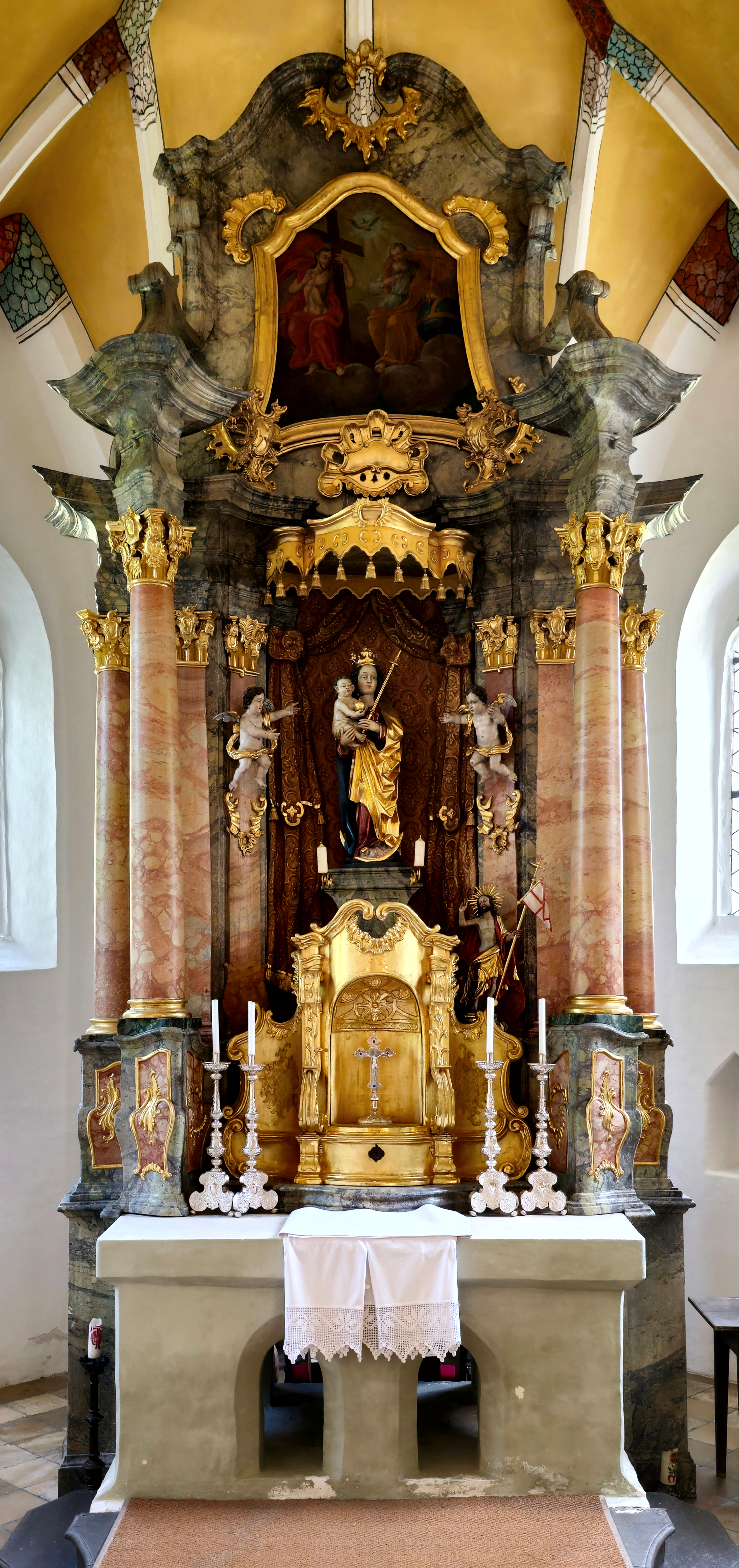
Hochaltar

Die römisch-katholische Marienkirche steht in Frauenvils, einem Gemeindeteil von Taufkirchen (Vils) im oberbayerischen Landkreis Erding. Das Bauwerk ist in der Liste der Baudenkmäler in Taufkirchen (Vils) als Baudenkmal unter der Nr. D-1-77-139-15 eingetragen. Die Filialkirche gehört zum Dekanat Erding im Erzbistum München und Freising.

## Beschreibung
Die Saalkirche wurde um 1500 unter Einbeziehung von Teilen des spätromanischen Vorgängerbaus errichtet. Sie besteht aus dem Langhaus, dem eingezogenen Chor mit Fünfachtelschluss im Osten und dem Chorflankenturm aus Backsteinen an der Südwand des Chors. Das oberste Geschoss des mit einer Zwiebelhaube bedeckten Turms enthält den Glockenstuhl. Ein Vorzeichen an der Südwand des Langhauses führt zum Portal.
Der Innenraum ist durchgehend mit einem Netzgewölbe überspannt, dessen Gewölberippen erneuert wurden. Im Chor steht es auf Strebepfeilern, im Langhaus auf Konsolen. Der Hochaltar wurde 1764 erbaut. Auf dem Altarretabel ist Maria dargestellt. Ein Positiv stammt von Piet Kabout, Donauwörth.